# Lavagem cerebral

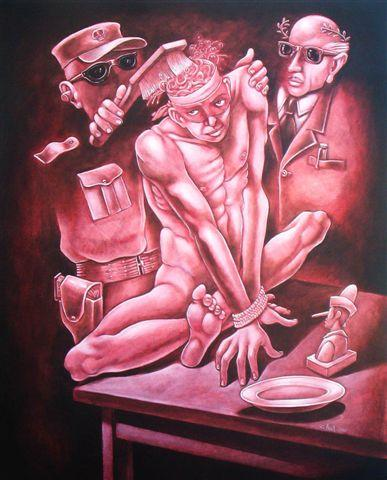
Representação satírica da lavagem cerebral.

A lavagem cerebral, lavagem de cérebro, reforma de pensamento ou reeducação é qualquer esforço constituído visando mudar certas atitudes e crenças de uma pessoa — crenças estas consideradas indesejáveis ou em conflito com as crenças e conhecimentos das outras pessoas — utilizando-se, para tal, de métodos agressivos, como cansaço, substâncias químicas e persuasão, aplicados sobre pessoas que estão privadas da livre determinação de sua vontade (como prisioneiros de guerra, por exemplo). Por meio da lavagem cerebral, indivíduos passam a ter opiniões que não teriam se estivessem em condições de plena liberdade.
Motivos para a lavagem cerebral podem incluir o objetivo de afetar o pensamento e comportamento do indivíduo que o sistema de valores padrão considera indesejável. A lavagem cerebral é, atualmente, um elemento forte na cultura popular globalizada e, muitas vezes, é retratada como uma teoria conspiratória.
Em 1987, a Câmara de Responsabilidade Social e Ética para a Psicologia (BSERP) da American Psychological Association (APA), provisoriamente, recusou o reconhecimento da lavagem cerebral, pela carência de informações científicas sólidas a seu favor, embora o debate continue em curso.
O termo "lavagem cerebral" foi usado pela primeira vez em inglês por Edward Hunter em 1950 para descrever como o governo chinês parecia fazer as pessoas cooperarem com eles durante a Guerra da Coréia . A pesquisa sobre o conceito também analisou a Alemanha nazista, alguns casos criminais nos Estados Unidos e as ações de traficantes de pessoas . No final dos anos 1960 e 1970, os experimentos MKUltra da CIA falharam sem o uso operacional dos sujeitos. Seguiu-se um debate científico e legal , bem como a atenção da mídia, sobre a possibilidade de lavagem cerebral ser um fator quando a dietilamida do ácido lisérgico (LSD) foi usada, ou na conversão de pessoas a grupos considerados cultos.
O conceito de lavagem cerebral não é geralmente aceito como um fato científico .  No discurso casual, "lavagem cerebral" e sua forma verbal, "lavagem cerebral", são usados figurativamente para descrever o uso de propaganda para persuadir ou influenciar a opinião pública. 

## Terminologia
As palavras "reeducar" e "reeducação" já existiam com vários sentidos desde 1808, mas foi na década de 1940 que passaram a expressar especificamente conotações políticas. A expressão "lavagem cerebral" foi utilizada pela primeira vez no idioma português na década de 1950. Formas anteriores de coação por persuasão ocorreram, por exemplo, durante a caça às bruxas e no decurso de dos julgamentos contra os "inimigos do Estado" na União Soviética, mas a expressão propriamente dita surgiu nas primeiras décadas da República Popular da China, sendo usada para uso interno na luta contra os "inimigos do povo" e invasores estrangeiros.
O termo em chinês 洗脑 (xǐ não, literalmente "lavagem cerebral"), inicialmente, referia-se aos métodos coercivos de persuasão utilizados na 改造 (gǎi Zao, "reconstrução", "mudança", "alterar") dos padrões de pensamento feudal de cidadãos chineses. Já existia um termo semelhante no taoismo: "limpeza/lavagem do coração" (洗心, xǐ xin), que era utilizado porque os chineses acreditavam precisar estar "limpos" espiritualmente antes de realizar certas cerimónias ou entrar em determinados lugares santos, sendo que, em chinês, a palavra "心" (xin) também refere-se a alma ou espírito, contrastando com cérebro. O termo entrou em uso geral nos Estados Unidos e no mundo na década de 1950 durante a Guerra da Coreia (1950-1953) para descrever os métodos aplicados pelos comunistas chineses que resultaram em permanentes mudanças comportamentais em prisioneiros.
A expressão "lavagem cerebral" entrou em uso nos Estados Unidos para explicar por que, ao contrário das guerras anteriores, uma porcentagem relativamente elevada de soldados norte-americanos havia ido para o lado inimigo depois de ficar prisioneiros de guerra na Coreia. Posteriores análises determinaram que algumas das principais metodologias empregadas sobre eles durante a sua prisão incluía privação do sono e outras métodos de tortura psicológica destinadas a minar a autonomia dos indivíduos.
Após a Guerra da Coreia, a expressão "lavagem cerebral" veio a aplicar-se a outros métodos de persuasão coercitiva e até mesmo para o uso eficaz das propagandas ordinárias e doutrinação.

## Origem

### Guerra da Coreia (1950-1953)
O Partido Comunista da China utilizou a frase "xǐ nǎo" ("lavagem cerebral", 洗脑) para descrever seus métodos ortodoxos de persuadir os membros que não estão em conformidade com a mensagem do partido. A frase foi baseada no xǐ xin (洗心, "lavagem de coração"), uma exortação - encontrada em muitos templos taoistas – para que os fiéis limpassem seus corações dos desejos impuros antes de entrar.
Em Setembro de 1950, o Miami Daily News publicou um artigo de Edward Hunter que continha, pela primeira vez, a expressão "lavagem cerebral" em inglês, que, rapidamente, se tornou uma frase popular na propaganda da Guerra Fria. Hunter, identificado por alguns como "um operador de propaganda da Agência Central de Inteligência", escreveu diversos livros e artigos sobre o tema.

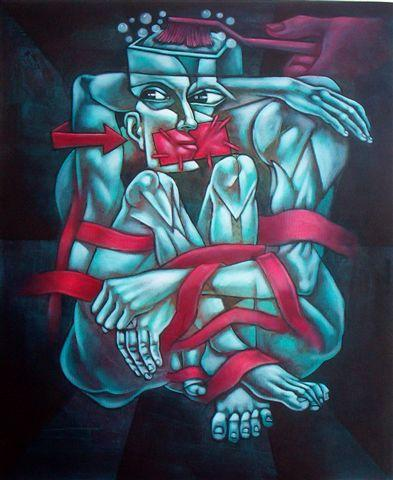
Representação artística da lavagem cerebral

Um outro artigo de Hunter sobre o mesmo assunto apareceu na revista The New Leader em 1951. Em 1954 e 1956, dois estudos sobre a Guerra Coreana feitos por Robert Lifton e por Edgar Schein concluíram que havia um efeito de lavagem cerebral transitória utilizada em prisioneiros de guerra.
Lifton e Schein constataram que os chineses não se engajaram em qualquer reeducação sistemática dos presos, mas que, geralmente, utilizaram as técnicas de persuasão coercitiva para perturbar a capacidade mental dos prisioneiros. Os chineses teriam tido sucesso na obtenção de declarações antiestadunidenses por parte de alguns dos prisioneiros, colocando-os presos em condições adversas, de privação física e social e perturbação. Em seguida, ofereciam-lhes uma situação mais confortável, como dormir em locais melhores, qualidade alimentar, roupas mais quentes ou cobertores. No entanto, os psiquiatras ainda alegaram que estas medidas de coação se demonstraram ineficazes pois não provocaram mudanças de atitudes na maioria das pessoas, e os presos não adotavam efetivamente as crenças comunistas. Os poucos prisioneiros influenciados pela doutrinação comunista aparentemente haviam sucumbido por características de personalidade que já existiam antes da prisão.
Lifton e Schein concluíram que a lavagem cerebral era resultado de uma mistura de aspectos sociais, psicológicos e físicos e pressões aplicadas a um indivíduo para produzir mudanças em suas crenças, atitudes e comportamentos. Lifton e Schein alegaram que tais práticas podem ter sucesso na presença de um elemento físico de confinamento, forçando o indivíduo a uma situação na qual, para sobreviver físicamente e psicologicamente, ele precisa mudar de personalidade. Eles também concluíram que tais métodos tiveram sucesso somente em uma minoria, pois a coerção manteve os indivíduos muito instáveis, e a maioria voltou à sua condição anterior logo após ter deixado o ambiente coercivo.
Após o armistício que interrompeu as hostilidades na Guerra da Coreia em Julho de 1953, um grande grupo de oficiais da inteligência, psiquiatras, psicólogos e soldados das Nações Unidas recebeu missões para repatriar os soldados. O governo dos Estados Unidos queria entender o nível sem precedentes de colaboração, a confiança depositada pelos prisioneiros em seus captores, e outros indícios de que os chineses tinham conseguido eficácia no seu tratamento dos prisioneiros de guerra. Estudos formais em revistas académicas começaram a surgir em meados dos anos 1950, bem como alguns relatos de antigos prisioneiros. Em 1961, dois especialistas na área publicaram livros que sintetizaram estes estudos para os não especialistas preocupados com as questões de segurança nacional e política social. Segundo eles, a lavagem cerebral se destinava a produzir confissões, para fazê-los sentirem-se culpados de crimes contra o Estado, torná-los desejosos de uma mudança fundamental nas perspectivas para as instituições da nova sociedade comunista e, finalmente, para realmente cumprir as alterações desejadas na lavagem cerebral/reforma de pensamento. Diz-se que as técnicas utilizadas para a lavagem cerebral foram:
- desumanização das pessoas, mantendo-as em locais sujos;
- privação do sono;
- privação sensorial parcial;
- assédio moral;
- sentimento de culpa;
- pressão de grupos sociais.

### Críticas às teorias de "lavagem cerebral" na Guerra da Coreia
Segundo o psicólogo forense Dick Anthony, a CIA inventou o conceito de "lavagem cerebral" como uma estratégia de propaganda anticomunista. Dick ainda afirmou que os prisioneiros nos campos coreanos comunistas tinham voluntariamente expressado sua simpatia pelo comunismo. Anthony descreveu que, em seus livros, Edward Hunter (que possuía ligações com a CIA) estava se passando por um jornalista e que ele era "um grande especialista na guerra psicológica", apresentando, ao público em geral, a teoria da lavagem cerebral da CIA. Ele afirmou ainda que, por vinte anos, começando no início dos anos 1950, a CIA e o Departamento de Defesa dos Estados Unidos conduziram investigações secretas, em uma tentativa de desenvolver práticas de lavagem cerebral, mas sua tentativa fracassou.

## Movimento anti-seitas e Cultos religiosos
Existem debates sobre a possíveis práticas de lavagem cerebral em seitas e novos movimentos religiosos ou supostamente religiosos (há acusação de lavagem cerebral por parte da cientologia). Pesquisadores acadêmicos de seitas discordam sobre a existência de um processo social com influência coerciva, e também discordam sobre se as pessoas se tornam influenciados contra a sua vontade. 
Teorias sobre a lavagem cerebral também se tornam alvo de discussões jurídicas em tribunais: nelas, os peritos tiveram que pronunciar seus pontos de vista perante júris em termos mais simples do que os utilizados em publicações acadêmicas. 
Nas décadas de 1970 e 1980, o movimento anti-seitas aplicou o conceito de lavagem cerebral para explicar conversões religiosas aparentemente repentinas e dramáticas a vários novos movimentos religiosos (NRMs) e outros grupos que eles consideravam seitas.  Os relatórios da mídia tendiam a aceitar sua visão  e cientistas sociais simpatizantes do movimento anti-seita, que geralmente eram psicólogos , desenvolveram modelos revisados de controle da mente.  Enquanto outros psicólogos foram receptivos ao conceito, os sociólogos foram, em sua maioria, céticos quanto à sua capacidade de explicar a conversão para novas religiões. 
Philip Zimbardo definiu o controle da mente como "o processo pelo qual a liberdade individual ou coletiva de escolha e ação é comprometida por agentes ou agências que modificam ou distorcem a percepção, motivação, afeto, cognição ou resultados comportamentais"  e ele sugeriu que qualquer  humano ser é suscetível a tal manipulação. 
Benjamin Zablocki disse que a lavagem cerebral não é "um processo diretamente observável",  é mal compreendido,  e que a "verdadeira questão sociológica" é se "a lavagem cerebral ocorre com frequência suficiente para ser considerada um problema social importante".  Ele disse que o número de pessoas que atestam lavagem cerebral em entrevistas (realizadas de acordo com as diretrizes do Instituto Nacional de Saúde Mental e da Fundação Nacional de Ciência ) é muito grande para resultar de qualquer coisa que não seja um fenômeno genuíno.  Ele disse que nas duas revistas de maior prestígio dedicadas à sociologia da religiãonão houve artigos "apoiando a perspectiva da lavagem cerebral", enquanto mais de cem desses artigos foram publicados em outras revistas "marginais ao campo".  Ele concluiu que o conceito de lavagem cerebral foi colocado na lista proibida. 
Eileen Barker criticou o conceito de controle da mente porque funcionava para justificar intervenções caras, como desprogramação ou aconselhamento de saída.  Ela também criticou alguns profissionais de saúde mental, incluindo Singer, por aceitar trabalhos de testemunhas especializadas em processos judiciais envolvendo NRMs.  Seu livro de 1984, The Making of a Moonie: Choice or Brainwashing?  descreve o processo de conversão religiosa para a Igreja da Unificação (cujos membros às vezes são chamados informalmente de Moonies), que foi um dos grupos mais conhecidos por praticar lavagem cerebral. Barker passou quase sete anos estudando os membros da Igreja da Unificação e escreveu que rejeita a teoria da "lavagem cerebral" porque não explica nem as muitas pessoas que compareceram a uma reunião de recrutamento e não se tornaram membros nem a desfiliação voluntária de membros.  Os críticos do mormonismo o acusaram de fazer lavagem cerebral em seus adeptos. 
James Richardson disse que se os novos movimentos religiosos tivessem acesso a poderosas técnicas de lavagem cerebral, seria de se esperar que eles tivessem altas taxas de crescimento, mas, de fato, a maioria não teve sucesso notável em recrutar ou reter membros.  Por esta e outras razões, sociólogos da religião, incluindo David Bromley e Anson Shupe, consideram a ideia de que "seitas" estão fazendo lavagem cerebral na juventude americana como "implausível".  Thomas Robbins, Massimo Introvigne , Lorne Dawson , Gordon Melton , Marc Galanter e Saul Levine, entre outros estudiosos que pesquisam novas religiões, argumentaram e estabeleceram para satisfação dos tribunais, associações profissionais relevantes e comunidades científicas que não existe uma teoria científica geralmente aceita, baseada em pesquisas metodologicamente sólidas, que apoie o conceito de lavagem cerebral. 
Em 1999, o psicólogo forense Dick Anthony criticou outro adepto dessa visão, Jean-Marie Abgrall, por supostamente empregar uma abordagem pseudocientífica e não ter nenhuma evidência de que a visão de mundo de alguém foi substancialmente alterada por esses métodos coercivos. Ele alegou que o conceito e o medo em torno dele foram usados como uma ferramenta para o movimento anti-culto para racionalizar a perseguição de grupos religiosos minoritários.  Além disso, Dick Anthony em seu livro Misunderstanding Cults (Cultos Incompreendidos), argumenta que o termo "lavagem cerebral" tem tais conotações sensacionalistas que seu uso é prejudicial para qualquer investigação científica posterior. 
 

Em 2016, o antropólogo israelense da religião e membro do Van Leer Jerusalem Institute, Adam Klin-Oron, disse sobre a legislação "anti-culto" então proposta:
Na década de 1980, houve uma onda de alegações de "lavagem cerebral" e, em seguida, os parlamentos de todo o mundo examinaram a questão, os tribunais de todo o mundo examinaram a questão e chegaram a uma decisão clara: que não existem cultos... essas alegações geralmente não são especialistas no assunto. E no final os tribunais, inclusive em Israel, rejeitaram testemunhas especializadas que alegaram haver "lavagem cerebral". 

## Lavagem cerebral nas massas
O conceito de "lavagem cerebral" é, por vezes, aplicado em algumas sociedades onde o Estado mantém um controle sobre os meios de comunicação em massa e o sistema de ensino, e usa este controle para difundir uma propaganda particularmente intensa, que poderia "lavar o cérebro" de grandes camadas da população. Esta propaganda estatal visaria a influenciar o sistema de valores dos cidadãos e sua conduta, por meio de um discurso persuasivo buscando a adesão a seus interesses. A sua abordagem usa informação distribuída maciçamente com a intenção de apoiar uma determinada opinião política ou ideológica. Embora a mensagem possa ser verdadeira, ou incompleta, e não partidária, como uma desinformação, ela não apresenta uma imagem neutra e equilibrada da opinião em questão, que é sempre referida como assimétrica, subjetiva e emocional. A sua principal utilização é no contexto político, geralmente patrocinada por governos ou partidos para convencer as massas; secundariamente, refere-se a ela como a publicidade de empresas privadas.

## Casos jurídicos e a "defesa sob alegação de lavagem cerebral"
O conceito de lavagem cerebral foi levantado em defesa de acusações criminais. O caso de 1969 a 1971 de Charles Manson, que teria feito lavagem cerebral em seus seguidores para cometer assassinato e outros crimes, trouxe a questão para a atenção renovada do público. 
Em 1974, Patty Hearst, membro da rica família Hearst , foi sequestrada pelo Symbionese Liberation Army, uma organização militante de esquerda. Após várias semanas de cativeiro, ela concordou em se juntar ao grupo e participar de suas atividades. Em 1975, ela foi presa e acusada de assalto a banco e uso de arma de fogo para cometer um crime. Seu advogado, F. Lee Bailey, argumentou em seu julgamento que ela não deveria ser responsabilizada por suas ações, já que seu tratamento por seus captores era o equivalente à suposta lavagem cerebral de prisioneiros de guerra da Guerra da Coréia. 
Bailey desenvolveu seu caso em conjunto com o psiquiatraLouis Jolyon West e a psicóloga Margaret Singer . Ambos estudaram as experiências dos prisioneiros de guerra da Guerra da Coréia. (Em 1996, Singer publicou suas teorias em seu livro best-seller Cults in Our Midst). Apesar dessa defesa, Hearst foi considerado culpado. 
Em 1990, Steven Fishman, que era membro da Igreja da Cientologia, foi acusado de fraude postal por conduzir um esquema para processar grandes corporações por meio de conspiração com acionistas minoritários em ações judiciais coletivas de acionistas. Depois, ele assinaria acordos que deixariam esses acionistas de mãos vazias. Os advogados de Fishman notificaram o tribunal de que pretendiam basear-se em uma defesa de insanidade, usando as teorias de lavagem cerebral e as testemunhas especializadas de Singer e Richard Ofshealegar que a Igreja da Cientologia havia praticado lavagem cerebral nele, o que o deixou inadequado para tomar decisões independentes. 
O tribunal decidiu que o uso de teorias de lavagem cerebral é inadmissível em testemunhas especializadas, citando o padrão Frye, que afirma que as teorias científicas utilizadas por testemunhas especializadas devem ser geralmente aceitas em seus respectivos campos.  Desde então, os tribunais dos Estados Unidos rejeitaram consistentemente testemunhos sobre controle da mente ou lavagem cerebral, alegando que essas teorias não fazem parte da ciência aceita sob o padrão Frye. 
Em 2003, a defesa da lavagem cerebral foi usada sem sucesso em defesa de Lee Boyd Malvo, que foi acusado de assassinato por sua participação nos ataques de atiradores de Washington/DC. 
Thomas Andrew Green, em seu livro de 2014 Freedom and Criminal Responsibility in American Legal Thought (Liberdade e Responsabilidade Criminal no Pensamento Jurídico Americano), argumenta que a defesa da lavagem cerebral mina a premissa fundamental da lei de livre arbítrio.  Em 2003, o psicólogo forense Dick Anthony disse que "nenhuma pessoa razoável questionaria que existem situações em que as pessoas podem ser influenciadas contra seus melhores interesses, mas esses argumentos são avaliados com base em fatos, não falsos testemunhos de especialistas".  Alegações de lavagem cerebral também foram levantadas pelos queixosos em casos de custódia de crianças. 

## Pesquisa científica

### Pesquisa do governo dos EUA
Ver artigo principal: Projeto MKUltra
Por 20 anos, começando no início dos anos 1950, a Agência Central de Inteligência dos Estados Unidos (CIA) e o Departamento de Defesa dos Estados Unidos conduziram pesquisas secretas, incluindo o Projeto MKUltra , em uma tentativa de desenvolver técnicas práticas de lavagem cerebral; Esses experimentos variaram "de eletrochoque a altas doses de LSD ".  A extensão total dos resultados é desconhecida. O diretor Sidney Gottlieb e sua equipe aparentemente conseguiram "explodir a mente existente" de um ser humano usando técnicas de tortura;  no entanto, a reprogramação, em termos de encontrar "uma maneira de inserir uma nova mente no vazio resultante", não teve tanto sucesso pelo menos na época. 
O controverso psiquiatra Colin A. Ross afirma que a CIA teve sucesso em criar os chamados "Candidatos da Manchúria " programáveis, mesmo na época.  Os experimentos da CIA usando várias drogas psicodélicas, como LSD e mescalina, foram extraídos de experimentos humanos nazistas anteriores. 
Em 1979, John D. Marks escreveu em seu livro The Search for the Manchurian Candidate  (Em Busca do Candidato da Manchúria) que, até o programa MKULTRA ser efetivamente encerrado em 1963, os pesquisadores da agência não haviam encontrado uma maneira confiável de fazer lavagem cerebral em outra pessoa, já que todos os experimentos em algum estágio sempre terminavam em sujeito a bloqueio, amnésia ou catatonia, impossibilitando qualquer uso operacional. 
Um relatório bipartidário do Comitê de Serviços Armados do Senado, divulgado em parte em dezembro de 2008 e na íntegra em abril de 2009, relatou que os treinadores militares dos EUA que chegaram à Baía de Guantánamo em dezembro de 2002 basearam uma aula de interrogatório em um gráfico copiado de um estudo da Força Aérea de 1957 sobre Técnicas de lavagem cerebral "comunistas chinesas". O relatório mostrou como a autorização do Secretário de Defesa em 2002 para as técnicas agressivas em Guantánamo levou ao seu uso no Afeganistão e no Iraque , inclusive em Abu Ghraib. 

### Força-Tarefa da Associação Americana de Psicologia
Em 1983, a Sociedade Americana de Psicologia pediu a Singer para presidir uma força-tarefa chamada Força-Tarefa SPA sobre Técnicas Enganosas e Indiretas de Persuasão e Controle para investigar se a lavagem cerebral ou a persuasão coerciva realmente desempenhavam um papel no recrutamento por NRMs. A Força-Tarefa concluiu que: 
Cultos e treinamentos de conscientização de grandes grupos geraram considerável controvérsia por causa de seu uso generalizado de técnicas enganosas e indiretas de persuasão e controle. Essas técnicas podem comprometer a liberdade individual e seu uso tem resultado em sérios danos a milhares de indivíduos e famílias. Este relatório revisa a literatura sobre o assunto, propõe uma nova forma de conceituar as técnicas de influência, explora as ramificações éticas das técnicas enganosas e indiretas de persuasão e controle e faz recomendações abordando os problemas descritos no relatório. 
Em 11 de maio de 1987, o Conselho de Responsabilidade Social e Ética para a Psicologia da Associação Americana de Psicologia rejeitou o relatório pois ele "carece do rigor científico e da abordagem crítica imparcial necessária para o imprimatur da APA" e concluiu que "depois de muita consideração, não acreditamos que temos informações suficientes disponíveis para nos guiar na tomada de posição sobre esta questão." 

## Outras áreas e estudos
Joost Meerloo , um psiquiatra holandês, foi um dos primeiros proponentes do conceito de lavagem cerebral. "Menticídio" é um neologismo que ele cunhou e significa "matar a mente". A visão de Meerloo foi influenciada por suas experiências durante a ocupação alemã de seu país e seu trabalho com o governo holandês e os militares americanos no interrogatório de acusados de crimes de guerra nazistas. Mais tarde, ele emigrou para os Estados Unidos e lecionou na Universidade de Columbia.  Seu livro best-seller de 1956, The Rape of the Mind (Sequestro da Mente), conclui dizendo:
"As técnicas modernas de lavagem cerebral e menticídio - essas perversões da psicologia - podem levar quase qualquer homem à submissão e rendição. Muitas das vítimas do controle do pensamento, lavagem cerebral e menticídio de que falamos eram homens fortes cujas mentes e vontades foram quebradas. e degradado. Mas, embora os totalitários usem seu conhecimento da mente para fins perversos e sem escrúpulos, nossa sociedade democrática pode e deve usar seu conhecimento para ajudar o homem a crescer, proteger sua liberdade e compreender a si mesmo." 
O historiador russo Daniel Romanovsky , que entrevistou sobreviventes e testemunhas oculares na década de 1970, relatou o que chamou de "lavagem cerebral nazista " do povo da Bielorrússia pelos ocupantes alemães durante a Segunda Guerra Mundial , que ocorreu por meio de propaganda em massa e intensa reeducação , principalmente nas escolas. Romanovsky observou que muito em breve a maioria das pessoas havia adotado a visão nazista de que os judeus eram uma raça inferior e estavam intimamente ligados ao governo soviético , pontos de vista que não eram comuns antes da ocupação alemã. 
A Itália tem tido controvérsia sobre o conceito de plagio , um crime que consiste em uma absoluta dominação psicológica - e eventualmente física - de uma pessoa. Diz-se que o efeito é a aniquilação da liberdade e autodeterminação do sujeito e a consequente negação de sua personalidade. O crime de plagio raramente foi processado na Itália, e apenas uma pessoa foi condenada. Em 1981, um tribunal italiano considerou que o conceito é impreciso, carece de coerência e é passível de aplicação arbitrária. 
Publicações recentes de livros científicos no campo do transtorno mental " transtorno dissociativo de identidade " (DID) mencionam lavagem cerebral baseada em tortura por redes criminosas e atores malévolos como um meio deliberado de criar múltiplas personalidades "programáveis" em uma pessoa para explorar esse indivíduo para fins sexuais e razões financeiras.  Debates científicos anteriores nas décadas de 1980 e 1990 sobre abuso ritual baseado em tortura em cultos eram conhecidos como " abuso ritual satânico ", que era visto principalmente como um "pânico moral". 
Kathleen Barry , co-fundadora da ONG das Nações Unidas, Coalition Against Trafficking in Women (Coalização contra o Tráfico de Mulheres),  estimulou a conscientização internacional sobre o tráfico sexual humano em seu livro de 1979 Escravidão Sexual Feminina.  Em seu livro de 1986 Abuso de mulheres: fatos substituindo mitos, Lewis Okun relatou que: "Kathleen Barry mostra em Escravidão Sexual Feminina que a prostituição feminina forçada envolve práticas de controle coercitivas muito semelhantes à reforma do pensamento."  Em seu livro de 1996, Casting Stones: Prostitution and Liberation in Asia and the United States (Fundição de Pedras: Prostituição e Libertação na Ásia e nos Estados Unidos), Rita Nakashima Brock e Susan Brooks Thistlethwaite relata que os métodos comumente usados por cafetões para controlar suas vítimas "se assemelham muito às técnicas de lavagem cerebral de terroristas e cultos paranóicos". 
Em seu livro de 2000, Destroying the World to Save It: Aum Shinrikyo, Apocalyptic Violence, and the New Global Terrorism (Destruindo o mundo para salvá-lo: Aum Shinrikyo, violência apocalíptica e o novo terrorismo global), Robert Lifton aplicou suas ideias originais sobre a reforma do pensamento a Aum Shinrikyo e a Guerra ao Terrorismo, concluindo que neste contexto a reforma do pensamento era possível sem violência ou coerção física. Ele também apontou que, em seus esforços contra o terrorismo, os governos ocidentais também estavam usando algumas supostas técnicas de controle da mente. 
Em seu popular livro científico de 2004, Brainwashing: The Science of Thought Control (Lavagem cerebral: a ciência do controle do pensamento), a neurocientista e fisiologista Kathleen Taylor revisou a história das teorias de controle da mente, bem como incidentes notáveis. Nela ela teorizou que pessoas sob a influência de lavagem cerebral podem ter vias neurológicas mais rígidas e isso pode tornar mais difícil repensar situações ou conseguir reorganizar essas vias posteriormente. 

## Estrutura e Funcionamento da lavagem cerebral
Durante a Guerra da Coreia, prisioneiros de guerra americanos foram supostamente submetidos a lavagem cerebral por capturadores coreanos e chineses, levando a confissões falsas e juramentos de lealdade ao comunismo. A lavagem cerebral é um exemplo de influência social extrema, ocorrendo em ambientes isolados e dependentes. Envolve a desintegração da identidade do alvo e a substituição por novas crenças, muitas vezes através de técnicas de coerção. 
O psicólogo Robert Jay Lifton identificou um processo de lavagem cerebral em várias etapas: ataque à identidade, culpa, autotraição, ponto de ruptura, clemência, compulsão para confessar, canalização da culpa, liberação de culpa, progresso e harmonia, confissão final e renascimento. Essas etapas ocorrem em isolamento, com ameaças físicas e técnicas de turvação da mente. 
No estágio "destruir o eu", o alvo é atacado em sua identidade e crenças, gerando culpa e forçando a traição de suas crenças. No ponto de ruptura, o agente oferece uma alternativa de crença para aliviar o sofrimento. Essas etapas constituem o processo de lavagem cerebral, afetando indivíduos de maneiras variadas de acordo com traços de personalidade e suscetibilidade à influência. A prática tem raízes anteriores à Guerra da Coreia e a conscientização sobre ela aumentou desde então. 
No processo de lavagem cerebral, várias etapas são observadas: Clemência (O agente mostra bondade após abusos, gerando gratidão e alívio desproporcional); Oportunidade de Confissão (O alvo confronta culpa e dor, sendo apresentada a confissão como alívio); Atribuição de Culpa (O alvo acredita que seu sistema de crenças causa vergonha, associando-o à agonia); Liberação de Culpa ( O alvo percebe que culpa está ligada a sistema específico, esperando escapar rejeitando-o).  Estas etapas levam à rejeição psicológica da identidade anterior e à adoção de novo sistema de crenças. 
Após etapas iniciais, o processo avança para estágio mais harmonioso e destrutivo. Agente apresenta progresso e harmonia, interrompendo abusos e oferecendo conforto junto com novo sistema de crenças. Alvo sente escolha consciente aliviando culpa. Estágio final envolve confissão e renascimento. Alvo escolhe nova identidade, rejeita antigo sistema e jura lealdade ao novo, com rituais de introdução. 
Traços de personalidade, como dúvida e fraco senso de identidade, afetam eficácia da lavagem cerebral. Forte identidade e autoconfiança tornam alvo mais resistente. Militares ensinam desapego mental para resistir à lavagem cerebral, e conscientização reduz sua eficácia. Lavagem cerebral existe há muito tempo, originando-se em contextos como campos de prisioneiros políticos na Rússia comunista. 

## Casos notáveis
Vários grupos e seitas ao longo da história foram acusados de realizar práticas que envolvem lavagem cerebral ou manipulação psicológica intensa. É importante notar que nem todos os grupos mencionados necessariamente realizaram lavagem cerebral, e muitos casos envolvem controvérsias e debates. Alguns exemplos notáveis incluem:
1. Cientologia: A Igreja da Cientologia é frequentemente mencionada em relação a práticas de manipulação mental e controle psicológico. Ex-membros relataram pressões para permanecer no grupo, bem como táticas de isolamento, controle financeiro e doutrinação intensiva. [28]
2. Jim Jones e o Templo do Povo: Liderado por Jim Jones, esse culto terminou em um trágico suicídio em massa em Jonestown, Guiana. Muitos seguidores foram levados a acreditar cegamente em Jones, sujeitos a abusos emocionais e físicos, e acabaram consumindo um coquetel de veneno sob suas ordens. [29]
3. Família Manson: Charles Manson liderou um culto que cometeu uma série de assassinatos em 1969. Os membros do culto foram submetidos a um intenso controle e manipulação mental, seguindo as crenças distorcidas de Manson. [30]
4. Heaven's Gate: Em 1997, um culto chamado Heaven's Gate realizou um suicídio em massa alegando que seriam transportados para uma nave espacial escondida atrás do cometa Hale-Bopp. Os membros foram submetidos a doutrinação intensiva e isolamento social. [31]
5. Branch Davidians: Liderados por David Koresh, esse grupo enfrentou um cerco trágico por parte do governo dos EUA em 1993. Koresh exercia controle sobre seus seguidores por meio de doutrinação, isolamento e interpretações religiosas extremas. [32]
6. NXIVM: Uma organização autodenominada de desenvolvimento pessoal, foi acusada de envolvimento em atividades de lavagem cerebral, exploração sexual e coerção. Seu líder, Keith Raniere, foi condenado por diversos crimes. [33]
7. Ordem do Templo Solar: Um grupo que misturava elementos de Nova Era e espiritualidade, envolveu-se em suicídios em massa e assassinatos ritualísticos nos anos 1990. [34]
8. Céu e Inferno: Liderado por Roch Thériault, esse grupo canadense foi responsável por abusos físicos e psicológicos graves em seus membros. Thériault se considerava um profeta religioso. [35]
9. Seita Meninos de Deus / Família Internacional: Este grupo religioso controverso foi acusado de práticas de doutrinação e abuso sexual de crianças, além de impor uma obediência cega aos líderes. [36]

Esses são apenas alguns exemplos de grupos que foram acusados de realizar lavagem cerebral ou manipulação psicológica intensa. Cada caso é único, e a análise detalhada é necessária para entender completamente a natureza das práticas e sua influência sobre os seguidores. 

## Literatura de Referência
- Lifton, Robert J. (1961). Thought Reform and the Psychology of Totalism: A Study of "Brainwashing" in China. New York: Norton. ISBN 978-0-8078-4253-9.; Reprinted, with a new preface: University of North Carolina Press, 1989 (Online at Internet Archive).
- Lifton, Robert J. (2000). Destroying the World to Save It: Aum Shinrikyo, Apocalyptic Violence, and the New Global Terrorism. Owl Books.
- Meerloo, Joost (1956). "The Rape of the Mind: The Psychology of Thought Control,Menticide, and Brainwashing". World Publishing Company.
- Singer M; et al. (1 November 1986). "Report of the APA Task Force on Deceptive and Indirect Techniques of Persuasion and Control (DIMPAC report)". American Psychological Association. Retrieved 10 October 2008.
- Taylor, Kathleen (2004). Brainwashing: The Science of Thought Control. Oxford University Press.
- Zablocki, B. (1997). "The Blacklisting of a Concept. The Strange History of the Brainwashing Conjecture in the Sociology of Religion". Nova Religio. 1 (1): 96–121. doi:10.1525/nr.1997.1.1.96.
- Zablocki, B (1998). "Exit Cost Analysis: A New Approach to the Scientific Study of Brainwashing". Nova Religio. 2 (1): 216–249. doi:10.1525/nr.1998.1.2.216.
- Zimbardo, P. (1 November 2002). "Mind Control: Psychological Reality or Mindless Rhetoric?". Monitor on Psychology. Archived from the original on 4 July 2016. Retrieved 2 June 2016.